# گروه کانونی

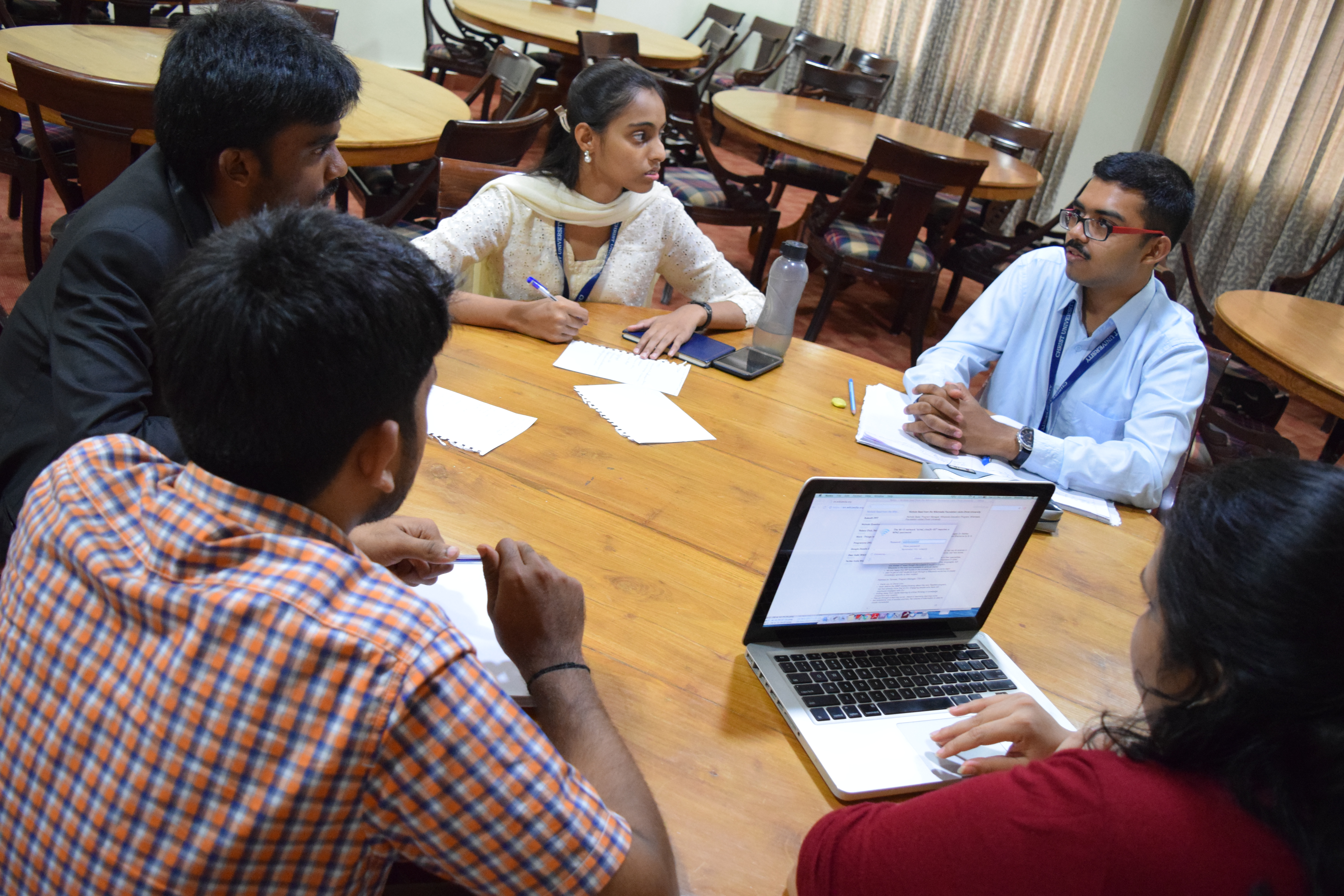
In-person focus group image

یک گروه متمرکز، یک مصاحبه گروهی است که شامل تعداد کمی از افراد یا شرکت کنندگان است که دارای ویژگی ها/تجارب مشترک و … هستند که واکنش آنها به سؤالات خاص مورد مطالعه و ارزیابی قرار می‌گیرد. گروه‌های متمرکز در مطالعات بازار برای درک بهتر واکنش مردم به محصولات، خدمات یا درک شرکت کنندگان از تجربیات مشترک، استفاده می‌شوند. بحث‌ها می‌توانند هدایت شونده یا باز باشند. در تحقیقات بازار، گروه‌های متمرکز می‌توانند واکنش یک گروه به محصول یا خدمات جدید را بررسی کنند. به عنوان یک ابزار ارزیابی برنامه، آنها می‌توانند درس‌های آموخته شده و توصیه‌هایی را برای بهبود عملکرد و کارایی استخراج کنند. این ایده برای محققان است تا واکنش‌های شرکت کنندگان را درک کند. اگر اعضای گروه، نماینده جمعیت بزرگتری باشند، انتظار می‌رود که این واکنش‌ها منعکس کننده دیدگاه جمعیت بزرگتری باشد. بنابراین، گروه‌های متمرکز یک روش تحقیق یا ارزیابی را تشکیل می‌دهند که محققان برای جمع‌آوری داده‌های کیفی از طریق بحث‌های تعاملی و هدایت شده آن را سازماندهی می‌کنند.
گروه متمرکز همچنین توسط جامعه شناسان، روانشناسان و محققان در مطالعات ارتباطات، آموزش، علوم سیاسی و بهداشت عمومی استفاده می‌شود. بازاریابان می‌توانند از اطلاعات جمع‌آوری شده توسط گروه‌های متمرکز برای به دست آوردن بینش و آگاهی در مورد یک محصول، بحث یا موضوع خاص استفاده کنند. در تحقیقات کیفی، مصاحبه‌ها شامل گروهی از افراد می‌شود که از آنها در مورد ادراکات و استنباط‌ها، نگرش‌ها، نظرات و دیدگاهشان در مورد موضوعات مختلف (مثلاً سقط جنین، نامزدهای سیاسی یا مسائل دیگر) سؤال می‌شود. اعضای گروه اغلب آزادند تا با یکدیگر صحبت کنند و تعامل داشته باشند. به جای اینکه یک محقق/ارزیابی کننده به صورت انفرادی از اعضای گروه سؤال بپرسد، در گروه‌های متمرکز از تعامل گروهی برای کشف و شفاف سازی باورها، نظرات و دیدگاه‌های شرکت کنندگان استفاده می‌کنند. این موضوع باعث می‌شود با گزینه‌های بیشتر و دستی بازتر تصمیم بگیرند و همچنین تعامل گروه‌های تمرکز به محققان اجازه می‌دهد تا داده‌های کیفی را از چندین شرکت‌کننده به دست آورند و اغلب آن را به روشی نسبتاً مناسب، راحت و کارآمد تبدیل می‌کنند. در حالی که یک گروه متمرکز در حال برگزاری است، تسهیل‌کننده یادداشت برداری یا ضبط می‌کند. پژوهشگران باید اعضای گروه متمرکز را با دقت انتخاب کنند تا اطلاعات مفیدی به دست آورند. گروه‌های متمرکز ممکن است شامل ناظری نیز باشد که به پویایی‌هایی که با کلمات بیان نمی‌شود، توجه می‌کند، مثلاً زبان بدن، افرادی که چیزی برای اضافه کردن دارند اما صحبت نمی‌کنند.
تعریف جامع و خلاصه تر
مطالعه به روش گروه کانونی یک روش تحقیق کیفی در مطالعات مدیریت محسوب می‌شود. روش‌های پژوهش کیفی در علوم انسانی و مدیریت از جمله روش‌های پژوهشی است که استفاده آنها در موقعیت‌ها و جایگاه‌های مناسب خود می‌تواند بسیار اثربخش باشد. این روش‌ها در میان پژوهشگران و صاحب‌نظران کشور ما کمتر مورد توجه قرار گرفته‌است. به گونه‌ای که حتی حجم زیادی از پژوهش‌های علمی در زمینه مدیریت خالی از خلاقیت شده و تنها محدود به روش‌های کمی و آن هم بیشتر روش پیمایشی و کاربردی شده‌است.
متأسفانه تحقیقات اکتشافی و تولیدکننده علم در کشور به‌رغم ظرفیت مناسب در خور توجه نیست. شاید علت آن را بتوان ضعیف بودن در ارتباطات و کارهای جمعی دانست. چرا که تحقیقات کیفی نیازمند تبادل نظرات بیشتر میان افراد است. از طرف دیگر بسیاری از مدیران با بی‌توجهی به این روش‌ها اعتقادی به اختصاص وقت به این روش‌ها ندارند.

## تاریخچه
گروه‌های متمرکز برای اولین بار در دهه ۱۹۴۰ به عنوان یک روش تحقیق در زمینه تحقیقات بازار در مورد سریال‌های رادیویی شروع به کار کردند. در طول جنگ جهانی دوم، رابرت کی مرتون تصمیم گرفت تا اثربخشی تبلیغات را با استفاده از گروه‌های متمرکز، تجزیه و تحلیل کند. مرتون رویه‌ای ابداع کرد که در آن دوازده شرکت‌کننده در یک استودیوی رادیویی به محتوای منفی با فشار دادن دکمه قرمز یا برای محتوای مثبت با زدن دکمه سبز پاسخ می‌دهند. از آنجا، مرتون یک روش مصاحبه برای به دست آوردن بینش بیشتر در مورد واکنش‌های ذهنی شرکت کنندگان در گروه متمرکز ایجاد کرد. او بعداً گروه‌های متمرکز را برای دفتر تحقیقات اجتماعی کاربردی تأسیس کرد. استفاده از گروه‌های متمرکز توسط جامعه‌شناسان در دهه ۱۹۸۰ زمانی که مرتون گزارشی در مورد مصاحبه‌های متمرکز منتشر کرد، محبوبیت پیدا کرد.
ارنست دیشتر روان‌شناس و کارشناس بازاریابی قبل از درگذشتش در سال ۱۹۹۱ اصطلاح «گروه متمرکز» را ابداع کرد

## انواع گروه کانونی
گروه‌های کانونی اکتشافی: این نوع گروه کانونی در مرحله اکتشاف و برای تعریف دقیق مسئله به کار می‌رود.
گروه‌های کانونی تجربی: یک گروه کانونی تجربی به محقق اجازه می‌دهد که به معنای واقعی یک مصرف‌کننده را تجربه کند. محقق می‌تواند میزان رضایت، نارضایتی، محرک‌ها و ناامیدی‌ها را در مصرف‌کننده واقعی تجربه کند.
گروه‌های کانونی بالینی: هدف از تشکیل این گروه‌ها شناسایی و انگیزه صحیح مشتریان که به صورت ناخودآگاه است، ایجاد می‌گردد. در این گروه افراد باید توانایی بالایی داشته باشند تا بتوانند انگیزه و احساس شرکت کننده‌ها را درک کنند. در گروه کانونی بحث‌های گروهی پیش می‌آید که این خود از اصلی‌ترین دلایل تشکیل گروه کانونی است. این مباحث معمولاً پیرامون موضوع یا موضوعاتی خاص انجام می‌شود. شما می‌توانید در این بحث‌ها بسیار بهتر و بیشتر مخاطبان خود را از جنبه‌های مختلفی شناسایی کرده و بتوانید اقدامات بعدی خود را در زمینه‌های مختلفی چون برنامه‌های بازاریابی جاذبه ای و تبلیغات، برنامه‌ریزی و پیاده‌سازی کنید.

## استفاده در رشته‌های تحصیلی

### علوم کتابداری و اطلاعات
در رشته‌های کتابداری و اطلاعات، زمانی که کتابداران قصد کار بر روی مجموعه‌ای در کتابخانه را دارند، با مراجعه کنندگان مشورت می‌کنند. گروه‌های متمرکز که کتابداران سازماندهی می‌کنند به شناسایی نیازهای مراجعان کمک می‌کند. علاوه بر این، معلمان، دیگر متخصصان و محققین نیز می‌توانند در راستای تعیین نیازهای مربوط به کتابخانه استخدام شوند. گروه‌های متمرکز همچنین می‌توانند به کتابداران در درک بهتر رفتار مراجع در استفاده از کتابخانه کمک کنند.

### علوم اجتماعی
در علوم اجتماعی و در برنامه‌ریزی شهری، گروه‌های متمرکز به مصاحبه‌گران اجازه می‌دهند تا گفتگوی بهتر و راحت تری برای شناخت مردم را دنبال کنند. در ترکیب با مشاهده همراه با مشارکت، از گروه‌های متمرکز می‌توان برای یادگیری در مورد نگرش‌های گروهی و الگوهای تعاملشان استفاده کرد. مزیت گروه‌های متمرکز هزینه نسبتاً پایین آنها در مقایسه با نظرسنجی‌ها است زیرا گروه متمرکز به محقق اجازه می‌دهد تا نتایج را در مدت زمان نسبتاً سریعی به دست آورد و حجم نمونه را با گنجاندن نفرات افزایش دهد. مزیت دیگر این است که یک گروه متمرکز می‌تواند به شرکت کنندگان این فرصت را بدهد که از یکدیگر در هنگام تبادل نظر یاد بگیرند و تحقیق را به عنوان یک تجربه ثمر بخش درک کنند. ماهیت گروه متمرکز با ماهیت قایل استخراج از تحقیقات سنتی علوم اجتماعی که به دنبال استخراج داده‌ها از طریق شرکت کنندگان است (با فواید کمی برای شرکت کنندگان) در تضاد است.

### بازاریابی
در بازاریابی، گروه‌های متمرکز به عنوان ابزار مهمی برای کسب بازخورد در مورد محصولات جدید و سایر موضوعات مرتبط با بازاریابی در نظر گرفته می‌شوند. گروه‌های متمرکز معمولاً در مراحل اولیه توسعه محصول یا مفهوم، زمانی که سازمان‌ها در تلاش برای تعیین مسیر کلی یک طرح و پیشنهاد هستند، به کار گرفته می‌شوند. شرکت‌کنندگان بر اساس ویژگی‌های مشابه با گروه هدف که به‌عنوان مصرف‌کنندگان محصول مورد بررسی هستند، استخدام می‌شوند. گروه متمرکز به شرکت‌هایی که مایل به توسعه، بسته‌بندی، نام‌گذاری یا آزمایش محصول جدید هستند اجازه می‌دهد تا قبل از اینکه محصول در دسترس عموم قرار گیرد، دیدگاه مصرف‌کنندگان را دریافت کند؛ بنابراین گروه‌های متمرکز می‌توانند اطلاعات ارزشمندی در مورد پتانسیل پذیرش محصول توسط مصرف‌کننده ارائه دهند.
مصاحبه گروه متمرکز به صورت غیررسمی و تا حد امکان طبیعی انجام می‌شود. شرکت کنندگان در ارائه نظرات در مورد هر جنبه ای از محصول آزادند. برای جلوگیری از جهت‌گیری احتمالی، ذینفعانی مانند اعضای تیم طراحی در گروه تمرکز شرکت ندارند.
گروه‌های متمرکز می‌توانند اطلاعات دقیقی را ارائه دهند و نسبت به سایر اشکال تحقیقات بازاریابی هزینه کمتری دارند. با این حال، ممکن است هزینه‌های قابل توجهی وجود داشته باشد. برای مثال، اگر قرار است محصولی به صورت سراسری به بازار عرضه شود، برگزاری گروه‌های متمرکز در محل‌های مختلف مفید خواهد بود، زیرا ممکن است مطلوبیت یک محصول جدید از مکانی به مکان دیگر متفاوت باشد.

### راهنمای کلی در مورد نحوه انجام بحث‌های گروه متمرکز
هنگام انجام یک بحث گروهی متمرکز که در آن موضوع مورد بحث ماهیت حساسی دارد، توصیه می‌شود که شرکت کنندگان از یک جنس، رده سنی، و زمینه اجتماعی-اقتصادی یکسان باشند. همچنین مطلوب است که شرکت کنندگان قبل از بحث یکدیگر را نشناسند.
قبل از شروع بحث، باید به اعضای گروه در مورد موضوع بحث توضیح داده شود و در مورد حقوق خود، از جمله محرمانه بودن (مثلاً اینکه هویت آنها در هیچ گزارش یا انتشاری فاش نمی‌شود) مطلع باشند و رضایت کامل داشته باشند.
ملاحظات مهم همگن بودن اعضای گروه و ماهیت سؤالات با نظر شخصی و آزاد است که امید است اعضا را به صحبت آزادانه تر تشویق کند. بحث باید در یک محیط آرام و با ضبط کل جلسه (صوتی یا بصری) برگزار شود. همچنین باید یادداشت‌نویسی وجود داشته باشد که تمام جنبه‌های مهم بحث را یادداشت کند. یادداشت نویس باید دانش عمیقی در مورد موضوع مورد نظر داشته باشد و وظیفه او این است که یادداشت‌های گرفته شده در جلسه را به داده‌ها تبدیل کند و به تحلیل و بررسی آن بپردازد.
حوزه‌های مورد علاقه و مهم که در طول جلسه مورد بحث قرار می‌گیرند باید توسط مدیران و برگزارکنندگان قبل از جلسه مشخص شود و مجری اطمینان حاصل می‌کند که همه این زمینه‌ها در طول بحث پوشش داده شده‌است. او موضوعات جدیدی را معرفی می‌کند، مکالمه را هدایت می‌کند و تشویق به مشارکت می‌کند در حالی که سعی می‌کند تعصب را به حداقل برساند.
ناظر باید محیطی ایجاد کند که اعضا را تشویق کند تا نظرات خود را به اشتراک بگذارند و در عین حال بحث را پیگیری کرده و از انحراف آن از موضوع مورد نظر جلوگیری کند. از آنجا که شرکت کنندگان اغلب یکدیگر را نمی‌شناسند، ناظر باید اطمینان حاصل کند که همه احساس راحتی می‌کنند و ارتباط خوبی بین آنها وجود دارد. هدف و قالب بحث باید در ابتدای جلسه مشخص شود و به آنها گفته شود که نظرات متفاوت مورد استقبال قرار می‌گیرد.
تنظیم انتظارات یک جزء ضروری در این مرحله است. انتظارات می‌تواند شامل درگیر شدن در بحث، صحبت در مورد موضوعات خاص و حل مشکلات جمعی باشد. معرفی اعضا به یکدیگر و داشتن یک یخ‌شکن می‌تواند به آمادگی شرکت کنندگان برای بحث کمک کند. بحث واقعی به دنبال «محرک‌های بحث» صورت می‌گیرد، که ممکن است به شکل یک تز تحریک‌آمیز، یک فیلم کوتاه، سخنرانی در مورد یک متن، یا آشکار شدن یک مشکل مشخص باشد که باید برای آن راه‌حلی پیدا شود.
سوالات باید باز باشد. با این حال، باید یک انتقال آرام از یک سؤال به سؤال دیگر وجود داشته باشد. جلسه باید با سؤالات مقدماتی برای پرداختن به موضوع کلی شروع شود و به شرکت کنندگان در درک زمینه گسترده‌تر کمک کند. سؤالات عمومی باید با سؤالاتی دنبال شوند که برای استخراج اطلاعات خاص مورد نظر طراحی شده باشند. گروه متمرکز باید با تلاش برای جمع‌بندی نظرات شرکت کنندگان پایان یابد.

## چند مدل گروه کانونی (focus group)
لازم است بدانید چند مدل گروه کانونی وجود دارد که با توجه به نیازتان و کاربردی که از آن انتظار دارید می‌توانید از هر یک استفاده کنید.
1. گروه کانونی واحد (Single Focused Group)

ویژگی اصلی یک گروه متمرکز، بحث تعاملی در مورد یک موضوع توسط مجموعه‌ای از همه شرکت‌کنندگان و مجریان به‌عنوان یک گروه در یک مکان است. این رایج‌ترین و کلاسیک‌ترین نوع بحث گروه تمرکز است.
1. دوطرفه (Two-Way)

در این نوع گروه کانونی، گروهی گروه دیگر را مشاهده می‌کند و به سؤالات مطرح شده توسط مجری پاسخ می‌دهد. یک گروه به آنچه گروه دیگر فکر می‌کند و می‌گوید گوش می‌دهد، گروهی که گوش می‌دهد قادر به بحث بیشتر است و به‌طور بالقوه نتایج متفاوتی می‌گیرد.
1. T,دو مجری (Dual-Moderator)

در این نوع گروه کانونی، دو مجری حضور دارد – یکی که پیشرفت روان جلسه را تضمین میکند و دیگری اینکه اطمینان می‌یابد جلسه تمام مباحث موردبحث را پوشش می‌دهد.
1. گروه کانونی پاسخگو – مجری (Respondent-Moderator)

در این‌جا یک یا چند نفر از شرکت‌کنندگان در گروه کانونی، به‌عنوان ناظر پیشقدم می‌شوند. این کار برای پویایی گروه و تولید پاسخ‌های متنوع‌تر انجام می‌شود.
1. گروه کانونی کوچک (Mini Focus Group)

این نوع گروه کانونی که از شرکت‌کنندگان کمتری تشکیل شده‌است – معمولاً چهار یا پنج نفر – هستند که گروه صمیمی‌تری ایجاد می‌کند.
1. گروه کانونی آنلاین (Online Focus Group)

شرکت‌کنندگان از طریق آنلاین پاسخ می‌دهند و اطلاعات را به اشتراک می‌گذارند. گروه‌های تمرکز آنلاین برای دستیابی به طیف وسیع‌تری از شرکت‌کنندگان ایجاد شده‌اند.
قابل‌ذکر است انواع مدل‌های گروه کانونی در روش تحقیق از منظری دیگر به گروه‌های کانونی تجربی، بالینی و اکتشافی تقسیم می‌شوند. برای نمونه مطالبی دربارهٔ این گروه در زیر آورده شده‌است.

## گروه‌های متمرکز آنلاین
گروه‌های متمرکز معمولاً به صورت چهره به چهره انجام می‌شوند، اما توسعه فناوری‌های جدید محققین را قادر به انجام تحقیقات کیفی آنلاین کرده‌است. دو نوع روش آنلاین، پدید آمده‌است. روش‌های همزمان به محققان امکان می‌دهد تا بحث‌های زنده را انجام دهند. بحث‌های آنلاین همزمان سعی می‌کنند از گروه‌های متمرکز حضوری تقلید کنند. موانع موفقیت گروه‌های متمرکز آنلاین همزمان شامل مشکل رسیدن به زمان مناسب برای همه شرکت کنندگان و عدم دسترسی برای برخی از شرکت کنندگان است.
روش‌های غیرهمزمان (ضبط شده و …) اطلاعات شرکت‌کنندگان را از طریق ارتباطات آنلاین مانند انجمن‌ها و فهرست‌های ایمیل جمع‌آوری می‌کنند. گروه‌های متمرکز آنلاین غیرهمزمان موانع متعددی برای موفقیت دارند. این موانع شامل مشارکت پراکنده در طول زمان است که باعث می‌شود تحقیق همیشه به موقع نباشد. مزایای استفاده از گروه‌های متمرکز همزمان و غیرهمزمان آنلاین شامل عدم نیاز به حمل و نقل و سهولت دسترسی است.
مزیت اصلی گروه‌های متمرکز آنلاین این است که به افراد مختلف از نظر جغرافیایی اجازه می‌دهند در آن شرکت کنند.

## مشکلات و انتقادات
اگرچه روش جمع‌آوری داده‌ها با گروه‌های متمرکز دارای مزایای متعددی است، اما این روش دارای محدودیت‌هایی نیز می‌باشد. تجزیه و تحلیل داده‌های جمع‌آوری شده معمولاً دشوار است. بحث باید صوتی یا تصویری باشد، یادداشت‌های میدانی باید ضبط شود، و نظرات باید به‌طور کلمه به کلمه رونویسی شوند، که خطر خطا را افزایش می‌دهد.این روش مستلزم مصاحبه‌گرانی است که آموزش دیده‌اند. گروه‌ها ممکن است به‌طور قابل توجهی متفاوت باشند و محققان ممکن است در جمع‌آوری گروه مناسب با مشکل مواجه شوند. بحث باید در محیطی انجام شود که برای گفتگو مساعد باشد. همچنین این امکان برای تسهیل‌کننده‌های بحث وجود دارد که سؤالاتی را بپرسند که نتایج مغرضانه‌ای ایجاد می‌کند یا زمانی که یک یا دو شرکت کننده بر بحث مسلط باشند نیز این امکان وجود دارد. اگر موضوعات بحث‌برانگیز باشند، ممکن است مشکلاتی به وجود بیایند که منجر به اختلاف نظر و مشاجره شود.
یک مشکل اساسی با گروه‌های متمرکز (و سایر اشکال تحقیق کیفی) مسئله وابستگی به مشاهده‌گر است: نتایج به‌دست‌آمده تحت تأثیر پژوهشگر یا خوانش او از بحث گروه است، بنابراین سؤالاتی در مورد اعتبار تحقیق ایجاد می‌کند. تعصب مشاهده‌گر).
مشکل دیگر مربوط به تنظیم گروه تمرکز است. اگر یک گروه متمرکز در یک محیط آزمایشگاهی با مدیری که استاد است برگزار شود ضبط شود، شرکت‌کنندگان ممکن است از پاسخ‌های خود خودداری کنند یا سعی کنند به سؤالات ناظر با پاسخ‌هایی پاسخ دهند که احساس می‌کنند ناظر می‌خواهد بشنود. یکی دیگر از مشکلات مربوط به تنظیم گروه تمرکز، عدم ناشناس بودن است. با وجود سایر شرکت کنندگان، محرمانه بودن نمی‌تواند تضمین شود.
داگلاس راشکف استدلال می‌کند که گروه‌های متمرکز اغلب بی فایده هستند و اغلب مشکلات بیشتری نسبت به مشکلاتی که گروه‌ها قصد حل آن را دارند ایجاد می‌کنند. از آنجایی که هدف گروه‌های تمرکز اغلب جلب رضایت نمایندگتن به جای ارائه نظرات یا ارزیابی‌های مستقل است، داده‌ها گاهی اوقات برای حمایت از یک نتیجه‌گیری از پیش انتخاب می‌شوند. راشکف از معرفی فاجعه بار New Coke در دهه ۱۹۸۰ به عنوان نمونه ای از طراحی، اجرا و تجزیه و تحلیل گروه متمرکز نام برد.
جاناتان آیو، معاون ارشد طراحی صنعتی اپل، خاطرنشان کرد که اپل دلیل خوبی برای عدم استفاده از گروه‌های متمرکز پیدا کرده‌است."They just ensure that you don’t offend anyone, and produce bland inoffensive products."

## تحلیل داده‌ها
تجزیه و تحلیل داده‌های گروه متمرکز در مقایسه با انواع دیگر داده‌های کیفی، هم چالش‌ها و هم فرصت‌ها را ارائه می‌دهد.
داده‌های گروه تمرکز فرصتی را برای تجزیه و تحلیل مسئله ای که یک فرد با آن عقیده دارد، فراهم می‌کند. اگر نظرات مخالفی ارائه شود یا فرد به چالش کشیده شود، او می‌تواند موضع خود را تغییر دهد یا از آن دفاع کند. گردآوری تمام نظراتی که یک فرد به ترتیب بیان می‌کند می‌تواند محقق را قادر سازد تا تعیین کند که آیا دیدگاه او در جریان بحث تغییر می‌کند یا خیر، و اگر چنین است، بررسی بیشتر رونوشت ممکن است نشان دهد که کدام مشارکت‌های سایر اعضای گروه تمرکز باعث تغییر شده‌است.
داده‌های گروه تمرکز گاهی اوقات می‌توانند درک مشترک یا دیدگاه‌های مشترک را نشان دهند. با این حال، این خطر وجود دارد که زمانی که همه افراد صحبت نکرده‌اند، بتوان یک اجماع را فرض کرد: محقق باید به دقت بررسی کند که آیا افرادی که نظری را بیان نکرده‌اند با اکثریت موافق هستند یا اینکه ممکن است صرفاً تمایلی به ابراز مخالفت خود نداشته باشند. .
بسیاری از برنامه‌های کامپیوتری برای کمک به تجزیه و تحلیل داده‌های کیفی در دسترس هستند. ظرفیت رایانه‌ها برای مرتب‌سازی، ذخیره و بازیابی مؤثر اطلاعات، استفاده از آنها را در تجزیه و تحلیل داده‌های کیفی جذاب می‌کند. با این حال، توجه به این نکته مهم است که رایانه‌ها فقط می‌توانند در بخش‌هایی از تجزیه و تحلیل داده‌های کیفی کمک کنند.

## جمع‌بندی
گروه‌های کانونی بر دیگر روش‌های پژوهش برتری دارند؛ زیرا هدف اصلی آنها کشف نگرش‌ها، احساسات، باورها، تجربه‌ها و واکنش افراد است که با روش‌های دیگر مانند مشاهده، مصاحبه فردی و پرسشنامه های پیمایشی قابل درک نیست. گروه‌های کانونی نظرها و فرآیندهای هیجانی درون بافت گروهی را کشف و استنباط می‌کنند. پژوهشگر در گروه‌های کانونی قادر است که اطلاعات بیشتری را در زمان کوتاه‌تری در مقایسه با مصاحبه‌های فردی به دست آورد.
از گروه‌های کانونی می‌توان به صورت یک روش مستقل یا به عنوان روشی برای تکمیل دیگر روش‌ها استفاده کرد. به ویژه برای تطبیق داده‌های حاصل از روش‌های گوناگون و بررسی اعتبار داده‌ها استفاده می‌شود. از گروه‌های کانونی برای تأیید و نهایی کردن لیست‌های مرتبط با بررسی محیط داخلی و خارجی و راهبردها نیز استفاده می‌شود.